# Babaloć
Baballoq en albanais et Babaloć en serbe latin (en serbe cyrillique : Бабалоћ) est une localité du Kosovo située dans la commune/municipalité de Deçan/Dečani, district de Gjakovë/Đakovica (Kosovo) ou de Pejë/Peć (Albanie). Selon le recensement kosovar de 2011, elle compte 1 598 habitants.

## Histoire
Sur le territoire du village se trouve un site archéologique dont les vestiges remontent à la Préhistoire ; il est proposé pour une inscription sur la liste des monuments culturels du Kosovo.

## Démographie

### Évolution historique de la population dans la localité
| 1948 | 1953 | 1961 | 1971 | 1981 | 1991  | 2011  |
| ---- | ---- | ---- | ---- | ---- | ----- | ----- |
| 509  | 521  | 559  | 697  | 980  | 1 257 | 1 598 |

|  |

### Répartition de la population par nationalités (2011)
En 2011, les Albanais représentaient 90,74 % de la population et les Égyptiens 7,51 %.